# 2014 في تشيلي
فيما يلي قوائم الأحداث التي وقعت خلال عام 2014 في تشيلي.

## سياسة

### تعيين في المنصب
- 11 مارس – ميشال باشليت رئيس تشيلي.

### انتهاء فترة المنصب
- 11 مارس – إدواردو فراي رويز تاجل عضو مجلس الشيوخ من شيلي.
- 11 مارس – سبستيان بنييرا رئيس تشيلي.

## أفلام
من الأفلام التي صدرت هذه السنة في تشيلي:
- 1 يناير – ال 33 من إخراج Patricia Riggen [الإنجليزية]‏.

## برامج ومسلسلات وأنمي
- 31 دقيقة